# Hangover XXX – Ein total irrer Trip
Hangover XXX – Ein total irrer Trip (Originaltitel: Fuckover) ist ein deutscher Erotik-Roadmovie des Noir-Regisseurs Allegro Swing. Der Film ist eine Parodie der Hangover-Filme im Stil eines Sexploitationfilms.

## Handlung
Ralle, Conny und Reinhard wachen nach einem wilden Junggesellenabschied an der Nordsee verkatert auf. Der Bräutigam Jean ist verschwunden, und die Hochzeit steht in einer Stunde an. Conny informiert die Braut, die verzweifelt reagiert. Ihre Mutter versucht zu beruhigen, während der Vater, Sachsen Horst, joggen geht.
In Rückblenden wird das Erwachen der drei Freunde in einer Lagerhalle gezeigt, umgeben von leeren Bierdosen und Jägermeister-Flaschen. Ihre Erinnerungen an die Nacht enden im Schlick des Wattenmeers. Später wird enthüllt, dass Horst, Jeans zukünftiger Schwiegervater, Jeans Absturz plante, da er den mittellosen Schwiegersohn nicht akzeptieren will. Horst platziert Prostituierte an verschiedenen Orten und mischt ein potenzsteigerndes Mittel in den Jägermeister, was zu einer wilden Sex Party führt. Reinhard und Ralle müssen wegen Dauererektion ins Krankenhaus.
Am Ende stellt sich heraus, dass Jean sich ein Gorilla-Kostüm angezogen und eine Sex-Puppe penetriert hatte, bevor die Freunde ihn betrunken in den Kofferraum der Limousine sperrten. Jean taucht bei seiner Braut auf, die ihm verzeiht, da er unter Drogen stand. Später erfährt Jean von Horsts Intrigen und informiert ihn, dass er seine Tochter in Las Vegas geheiratet hat. Der Film endet mit den vier Freunden, die amüsiert Fotos vom Junggesellenabschied betrachten und zuletzt unisono in die Kamera schreien: "FUCKOVER!"

## Produktion und Postproduktion
Die Dreharbeiten sollten ursprünglich auf einer Yacht in Kiel stattfinden, mussten aber kurzfristig umgeplant werden. Allegro Swing entschied sich für einen 24-Stunden-Trashfilm in einem Event-Bus.
Die Ensemble-Girls übernahmen bis zu sieben Mehrfachrollen:
- Sexy Susi als Ehefrau, Rockbitch, Nurse, Gangbang Girl, Pornodarstellerin, Dirndl, Sekretärin
- Gundula Extrem als Braut, Rockbitch, Dirndl und Gang Bang Girl
- Ashley Dark als Rockbitch, Bikini Girl, Dirndl und Barkeeperin
- Marina Montana als Ehefrau, Rockbitch, Dirndl, Venus Girl und Sekretärin
- Tekohas als Rockbitch, Dirndl und Bikini Girl
- Sarah Rose als Escort Girls, Sekretärin und Prostituierte

Die Postproduktion erfolgte mit Media Composer von Avid, wobei auch Archivmaterial eingebaut wurde. Swing fügte eine Synchronisation und einen im sächsischen Dialekt eingesprochene Voiceover für die Figur Sachsen Horst hinzu.

## Kontroversen und Kultstatus
Der Film wurde kontrovers aufgenommen. Beate-Uhse.TV verweigerte die Ausstrahlung aufgrund der bruchstückhaften Sexszenen. Swing lehnte einen Umschnitt ab, da sonst die Dramaturgie "zum Dienstmädchen des Voyeurismus" werde. Das Magazin FFM-Rock hingegen verglich diesen Erotik-Trashfilm mit Kultstatus und meinte: "Wer Trash-Filme mit Softsex mag, ist hier richtig."
Laut Swing enthält der rauschhafte Party-Streifen über 13.000 Schnitte. Zum Vergleich: Natural Born Killers, einer der am häufigsten geschnittenen Filme, hat über 3.000 Schnitte. FFM-Rock rezensierte diesbezüglich: "Trotz alledem muss man bei diesem Film gut drauf sein, um ihn „ertragen“ zu können."
Der Film wurde am 28. Juni 2013 unter anderem bei Weltbild auf DVD veröffentlicht.

## Filmmusik
Den Soundtrack komponierte der deutsche Funk-Musiker Mr. Dubone. Besonders prägend für den Soundtrack sind die Titel aus seiner „Noisy Lover“-Maxi-CD wegen ihres rauen und energiegeladenen Charakters.
Song List:
- 02:07 min Shalagee
- 16:31 min So Sexy
- 18:00 min Baby Balla Balla
- 22:16 min Surfree
- 39:01 min Geil auf Dich
- 46:36 min Sophie Sommer
- 65:05 min Was wollt Ihr mehr
- 69:07 min Koffeinjunkie
- 73:08 min Check, Check, Check
- 77:05 min Attacke
- 90:47 min Noisy Lover